# بیلا هلینا
بیلا هلینا (به چکی: Bílá Hlína) یک منطقهٔ مسکونی در جمهوری چک است که در ناحیه ملادا بولسلاو واقع شده‌است.